# Barevní

Procentuální zastoupení Barevných v Jižní Africe.
0–20%
20–40%
40–60%
60–80%
80–100%

V Jižní Africe se pojmem Barevní[zdroj?] (také Bruinmense, Kleurlinge nebo afrikánsky Bruine Afrikaners – doslova hnědí Afričané) označují lidi smíšeného etnického původu, kteří mají předky z Evropy, Asie, a různých khoisanských a bantuských kmenů Jižní Afriky V rámci Jihoafrické republiky zaujímají 8,9 % populace. Jejich celkový počet je zhruba 5 888 000.